# Andrei Stratan
Andrei Stratan (ur. 3 września 1966 w Kiszyniowie) – mołdawski polityk, wicepremier i minister spraw zagranicznych w latach 2004–2009.

## Życiorys
Andrei Stratan w 1988 ukończył ekonomię na Kiszyniowskim Instytucie Technicznych. W 1991 uzyskał tam tytuł doktora oraz ukończył prawo na studiach podyplomowych w Państwowym Uniwersytecie Republiki Mołdawii w Kiszyniowie.
Karierę zawodową rozpoczął w 1991 służbach celnych ZSRR. Po upadku Związku Radzieckiego, w latach 1992–2001 pracował Urzędzie Celnym Republiki Mołdawii. Od 1995 do 1999 pełnił w nim funkcję zastępcy i pierwszego zastępcy dyrektora generalnego, a od 1999 do 2002 był dyrektorem generalnym Urzędy Celnego.
W latach 2002–2003 pracował w Ministerstwie Spraw Zagranicznych. Był Narodowym Koordynatorem Paktu na rzecz Stabilności Europy Południowo-Wschodniej. 11 czerwca 2003 objął funkcję pierwszego wiceministra spraw zagranicznych.
4 lutego 2004 Andrei Stratan objął stanowisko ministra spraw zagranicznych i integracji europejskiej, a 21 grudnia 2004 został dodatkowo mianowany wicepremierem w rządzie premiera Vasile Tarleva. Swoje stanowisko zachował w marcu 2008 w nowym gabinecie premier Zinaidy Greceanîi. Stanowisko zajmował do 25 września 2009.
Andrei Stratan mówi płynnie w języku rosyjskim i angielskim, Jest żonaty, ma jedno dziecko.